# Carl Goßler
Carl Heinrich Goßler (Hamburg, 17 d'abril de 1885 – algun indret indeterminat de França, 9 de setembre de 1914) va ser un remer alemany que va competir cavall del segle xix i el segle xx. El 1900 va prendre part en els Jocs Olímpics de París, on guanyà una medalla d'or en la prova de quatre amb timoner com a timoner de l'equip Germania Ruder Club, Hamburg.
Era germà dels també ramers olímpics Oskar Goßler i Gustav Goßler. Morí al camp de batalla durant la Primera Guerra Mundial.